# İncə (Şəki)
İncə è un comune dell'Azerbaigian situato nel distretto di Şəki. Conta una popolazione di 1 281 abitanti.